# Wisconsin Rapids, Wisconsin
Wisconsin Rapids este sediul comitatului Wood, statul Wisconsin, SUA.